# Jaciment arqueològic de la Cova de les Llenes
El jaciment de la Cova de les Llenes es troba al situat al terme d'Erinyà, al municipi de la Conca de Dalt, a la comarca del Pallars Jussà, inclòs a l'Inventari del Patrimoni Arqueològic i Paleontològic de Catalunya.
Està situada al costat oest del congost d'Erinyà, que és format pel riu Flamisell.

## Descripció de la Cova
La boca de la cova està situada a un penya-segat a 100 metres del riu. La cova fa una alçada de 2,5m, per 3m d'ample i una llargària de 185 metres contant la segona galeria que es desvia a uns 50 metres de l'entrada.
La galeria principal espot dividir en tres parts: una primera galeria d'uns 90 metres que porta a la Sala Gran, una cambra de dimensions més grans. Després de la cambra trobem una altra galeria que segueix uns 50 metres més fins a arribar al final.

## Descripció Breu sobre el jaciment
El jaciment està situat dins una cova de difícil accés, i és un jaciment important i excepcional que ha de permetre conèixer millor la forma en que vivien els neandertals. Concretament es creu que els neandertals utilitzaven la cova com un taller per confeccionar eines de pedra, tals com bifaços, nuclis i ascles.
A la galeria principal s'hi troben estructures pedra seca, però no se'n pot precisar la cronologia.

## Descobriment i història de les intervencions arqueològiques
La cova era coneguda pel seu potencial arqueològic. Als anys 50 es va excavar per J. Maluquer de Motes per l'Instituto de Estudios Pirenaicos durant dues campanyes, on es va realitzar una cala a sis metres de l'entrada d'1,5 metres d'amplada els resultats del qual situava la cova en un moment tardà de l'edat del bronze, més concretament, per la visió històric-cultural, a una etapa avançada de la cultura pirinenca.
Tanmateix, en el projecte de l'Institut Català de Paleoecologia Humana i Evolució Social (IPHES) dut a terme l'any 2013 s'ha demostrat que l'ocupació de la cova es pot endarrerir fins al Paleolític. Des del mateix anys s'està duent a terme un projecte de recerca amb excavacions extensives i sistemàtiques per obtenir noves dades.

## Troballes arqueològiques
S'han descobert bifaços, nuclis i ascles de quarsita, ofita, quars, pissarra, esquist o corniana, confeccionats per neandertals de fa uns 200.000 anys, com també fauna quaternària composta per ossos i lleons de les cavernes, hienes, panteres i rinoceronts. També s'han trobat materials del Neolític i l'edat del Bronze, conformats, entre altres coses, per ceràmica de decoracions incises.